# 天津市红桥区新华中学和苑学校
天津市红桥区新华中学和苑学校，位于天津市红桥区营玉路6号，2016年9月开始正式招生，由天津市红桥区教育局与天津市新华中学合作办学。